# ألفونسو تايلور
ألفونسو تايلور (بالإنجليزية: Alphonso Taylor)‏ هو لاعب كرة قدم أمريكية أمريكي، ولد في 7 سبتمبر 1969.

## وصلات خارجية
- ألفونسو تايلور على موقع مرجع كرة القدم المحترفة.كوم (الإنجليزية)